# Laurède
Laurède är en kommun i departementet Landes i regionen Nouvelle-Aquitaine i sydvästra Frankrike. Kommunen ligger i kantonen Mugron som tillhör arrondissementet Dax. År 2022 hade Laurède 367 invånare.

## Befolkningsutveckling
Antalet invånare i kommunen Laurède
Referens:INSEE